# Gle Meulairi
Gle Meulairi är en kulle i Indonesien.   Den ligger i provinsen Aceh, i den västra delen av landet, 1 800 km nordväst om huvudstaden Jakarta. Toppen på Gle Meulairi är 125 meter över havet, eller 56 meter över den omgivande terrängen. Bredden vid basen är 1,2 km.
Terrängen runt Gle Meulairi är varierad. Havet är nära Gle Meulairi åt sydväst.Runt Gle Meulairi är det ganska tätbefolkat, med 58 invånare per kvadratkilometer. I omgivningarna runt Gle Meulairi växer i huvudsak städsegrön lövskog.